# 2021年世界ジュニア柔道選手権大会
2021年世界ジュニア柔道選手権大会（第24回世界ジュニア柔道選手権大会）は、2021年10月6日～10日にイタリアのオルビアで開催された柔道の世界ジュニア選手権。イタリアでは1986年にローマで世界ジュニアが開催されて以来35年ぶり2度目となる。

## 大会結果

### 男子
| 階級        | 金                             | 銀                       | 銅                                                        |
| ----------- | ------------------------------ | ------------------------ | --------------------------------------------------------- |
| 60kg以下級  | ゲオルギー・サルダラシビリ     | トゥラン・バイラモフ     | ロマン・ヴァラディエール＝ピカール シェルゾド・ダブラトフ |
| 66kg以下級  | アブレク・ナグチェフ           | レナルト・スラムベルガー | マクシム・ゴベール イェフヘン・ホンチャルコ               |
| 73kg以下級  | アドリアン・シュルカ           | ウマルト・デミレル       | ルイギ・チェントラッキオ ダニエル・ポチョップ             |
| 81kg以下級  | ゲオルギー・シェラザディシビリ | アダム・ツェチョエフ     | エルジャン・ハジエフ アルテム・ブビル                     |
| 90kg以下級  | サフラニ・ペテル               | ティゴ・レネス           | アダム・サンガリエフ マクシム＝ガエル・ンガヤプ・アムブ   |
| 100kg以下級 | イリア・スラマニゼ             | スフロブ・ラジャボフ     | ウトキルベク・トゥロボエフ マトベイ・カニコフスキー       |
| 100kg超級   | サバ・イナネイシビリ           | シポツ・リカルド         | イボ・ビタッセク イラクリ・デメトラシビリ                 |

### 女子
| 階級       | 金                              | 銀                       | 銅                                          |
| ---------- | ------------------------------- | ------------------------ | ------------------------------------------- |
| 48kg以下級 | アッスンタ・スクット            | イレーナ・フブロワ       | アジア・アバンザト ラファエラ・バチスタ     |
| 52kg以下級 | クロエ・ドゥビクトル            | ジュリア・カルナ         | エルザ・ムミノヴィチ ビンタ・ンジャイ       |
| 57kg以下級 | クセニヤ・ガリツカヤ            | ケレム・プリモ           | ファイザ・モクダル ウズレム・イルディズ     |
| 63kg以下級 | ジョアンネ・ファンリースハウト  | ラウラ・バスケス         | バルガ・ブリジッタ カタリナ・クリシュト     |
| 70kg以下級 | アイ・ツノダ・ロウスタント      | ララ・ツヴェトコ         | ルアナ・カルバリョ カタリナ・ソビエライスカ |
| 78kg以下級 | アンナ＝モンタ・オレク          | ヤエル・ファンヘームスト | ラファエラ・イグル エリザ・ラモス           |
| 78kg超級   | コラリ・ハイメ マリト・カンプス | 該当者なし               | レア・フォンテーヌ ヒラル・エズテュルク     |

### 男女混合団体戦
| 優勝 | 2位 | 3位 | 3位 |
| フランス ファイザ・モクダル ジョアン＝バンジャマン・ガバ メロディ・トゥルパン フランシス・ダミエル コラリ・ハイメ ハムザト・サパルバエフ | ロシア ナタリア・エルキナ サイハン・シャビハノフ ダリア・バシレワ ダニル・ドラノフスキー アラナ・アルボロワ ドミトリー・ヤクシェフ | ドイツ アレクセ・ヴァゲマカー ヤノ・ルエボ フリーデリケ・シュトルツェ ファビアン・カンシ アンナ＝モンタ・オレク コネ・ロッセニ | トルコ ウズレム・イルディズ ウマルト・デミレル ハビベ・アフィオンル オメル・アイディン ヒラル・エズテュルク エルトゥグ・ムニル |

### 各国メダル数
| 順 | 国・地域         | 金 | 銀 | 銅 | 計 |
| -- | ---------------- | -- | -- | -- | -- |
| 1  | フランス         | 4  | 0  | 5  | 9  |
| 2  | ジョージア       | 4  | 0  | 1  | 5  |
| 3  | ロシア           | 2  | 4  | 2  | 8  |
| 4  | オランダ         | 2  | 2  | 0  | 4  |
| 5  | ドイツ           | 1  | 1  | 4  | 6  |
| 6  | イタリア         | 1  | 1  | 2  | 4  |
| 7  | ハンガリー       | 1  | 1  | 1  | 3  |
| 8  | スペイン         | 1  | 1  | 0  | 2  |
| 9  | ルーマニア       | 1  | 0  | 0  | 1  |
| 10 | トルコ           | 0  | 1  | 4  | 5  |
| 11 | アゼルバイジャン | 0  | 1  | 1  | 2  |
| 11 | クロアチア       | 0  | 1  | 1  | 2  |
| 11 | ウズベキスタン   | 0  | 1  | 1  | 2  |
| 14 | イスラエル       | 0  | 1  | 0  | 1  |
| 15 | ブラジル         | 0  | 0  | 3  | 3  |
| 16 | ウクライナ       | 0  | 0  | 2  | 2  |
| 17 | チェコ           | 0  | 0  | 1  | 1  |
| 17 | カザフスタン     | 0  | 0  | 1  | 1  |
| 17 | コソボ           | 0  | 0  | 1  | 1  |
| 17 | ポーランド       | 0  | 0  | 1  | 1  |
| 17 | スイス           | 0  | 0  | 1  | 1  |

### 男子
| 60kg級    | ジョージア | ゲオルギー・サルダラシビリ     | 2位                 |
| 66kg級    | ロシア     | アブレク・ナグチェフ           | 14位                |
| 73kg級    | ルーマニア | アドリアン・シュルカ           | 1位                 |
| 81kg級    | ジョージア | ゲオルギー・シェラザディシビリ | 5位                 |
| 90kg級    | ハンガリー | サフラニ・ペテル               | 3位                 |
| 100kg級   | ジョージア | イリア・スラマニゼ             | 3位(シニアでは14位) |
| 100kg超級 | ジョージア | サバ・イナネイシビリ           | 2位                 |

### 女子
| 48kg級   | イタリア | アッスンタ・スクット           | 2位(シニアでは67位)  |
| 52kg級   | フランス | クロエ・ドゥビクトル           | 2位                  |
| 57kg級   | ロシア   | クセニヤ・ガリツカヤ           | 15位(シニアでは97位) |
| 63kg級   | オランダ | ジョアンネ・ファンリースハウト | 8位                  |
| 70kg級   | スペイン | アイ・ツノダ・ロウスタント     | 3位                  |
| 78kg級   | ドイツ   | アンナ＝モンタ・オレク         | 1位                  |
| 78kg超級 | オランダ | マリト・カンプス               | 1位                  |
| 78kg超級 | フランス | コラリ・ハイメ                 | 2位                  |

### 男子
| 60kg級    | フランス   | ロマン・ヴァラディエール＝ピカール | 銅メダル  |
| 66kg級    | フランス   | マクシム・ゴベール                 | 銅メダル  |
| 73kg級    | ルーマニア | アドリアン・シュルカ               | 金メダル  |
| 81kg級    | ロシア     | イブラギムガズヒ・スレイマノフ     | 2回戦敗退 |
| 90kg級    | ジョージア | ニカ・ハラジシビリ                 | 3回戦敗退 |
| 100kg級   | ハンガリー | ヴェグ・ジョムボル                 | 不出場    |
| 100kg超級 | ハンガリー | シポツ・リカルド                   | 銀メダル  |

### 女子
| 48kg級   | 日本       | 古賀若菜                 | 不出場    |
| 52kg級   | ロシア     | リリア・ヌガエワ         | 3回戦敗退 |
| 57kg級   | イスラエル | ケレム・プリモ           | 銀メダル  |
| 63kg級   | クロアチア | カタリナ・クリシュト     | 銅メダル  |
| 70kg級   | ウクライナ | ナタリア・チスティアコワ | 5位       |
| 78kg級   | ドイツ     | アンナ＝モンタ・オレク   | 金メダル  |
| 78kg超級 | オランダ   | マリト・カンプス         | 銀メダル  |

(出典、JudoInside.com)。

## 備考
- 女子78㎏超級では決勝でフランスのコラリ・ハイメがオランダのマリト・カンプスに体落で技ありを取って一旦は勝利した。しかしながら試合後にIJFは、ハイメの体落は技ありとするには不十分だったとしてポイントを取り消すとともに、両者を勝者とした[3]。

- 今大会の柔道ジュニア日本代表は新型コロナウイルスの影響で全日本ジュニアが延期されて代表選手を選出できず、大会史上初めて参加を取り止める事態となった[4][5]。他にヨーロッパ以外のいくつかの有力国の選手団も参加しなかった。そのため、ヨーロッパジュニア選手権のようだったと形容された。日本選手団が参加していたら、今大会の結果は大きく違ったものになっていたとも言及されている[6][7][8]。